# Flotta del Mar Rosso
La Flotta del Mar Rosso era la componente operativa del Comando Navale Africa Orientale Italiana della Regia Marina italiana, basata a Massaua in Eritrea, in Africa Orientale Italiana. Durante la seconda guerra mondiale fu la protagonista delle operazioni navali in Africa Orientale Italiana contro la Eastern Fleet della Royal Navy dalla dichiarazione di guerra del 10 giugno 1940 fino alla caduta di Massaua l'8 aprile 1941.

## Presupposti

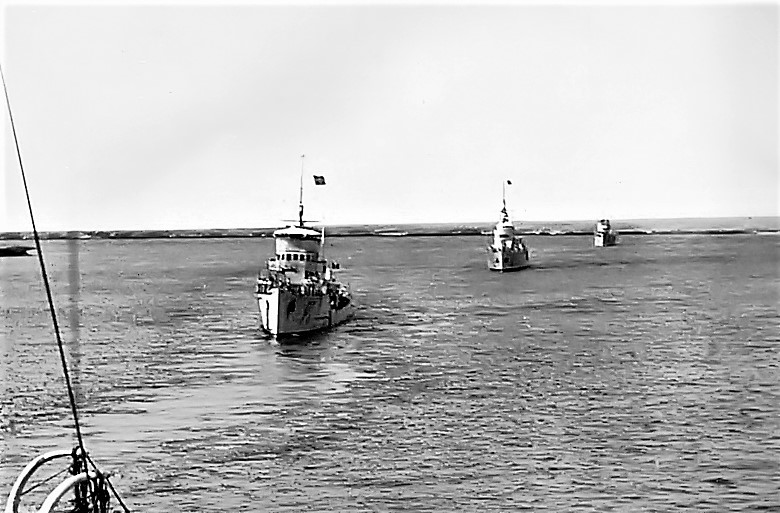
La squadriglia "Pantera" entra a Massaua.

Fin dal 1936, al termine della Guerra d'Etiopia, il Regno d'Italia aveva intrapreso un'intensa opera di potenziamento dei porti e delle basi navali nel Corno d'Africa per fornire supporto alle unità navali là dislocate. Le unità dislocate, datate e di piccolo tonnellaggio, avevano compiti di presidio ed eventualmente di disturbo al traffico marittimo nel Mar Rosso e nel Golfo di Aden, vie d'accesso al Canale di Suez. A questo scopo la Regia Marina dislocò a Massaua due squadriglie di cacciatorpediniere, una flottiglia di sommergibili, alcuni MAS e poche altre unità leggere e ausiliarie. L'inadeguatezza delle imbarcazioni, oltre alla distanza dalla madrepatria e alla difficoltà dei rifornimenti, ebbero una certa importanza nel contribuire al destino finale di queste operazioni. A questo proposito, già nel maggio del 1939 una circolare del Viceré avvisava i comandi delle Forze Armate che "(omissis) …l'Impero deve fronteggiare qualsiasi situazione facendo assegnamento soltanto sulle proprie forze e sui propri mezzi.", lasciando pochi dubbi sulla possibilità di ricevere aiuti e rifornimenti dall'Italia.

## Le forze

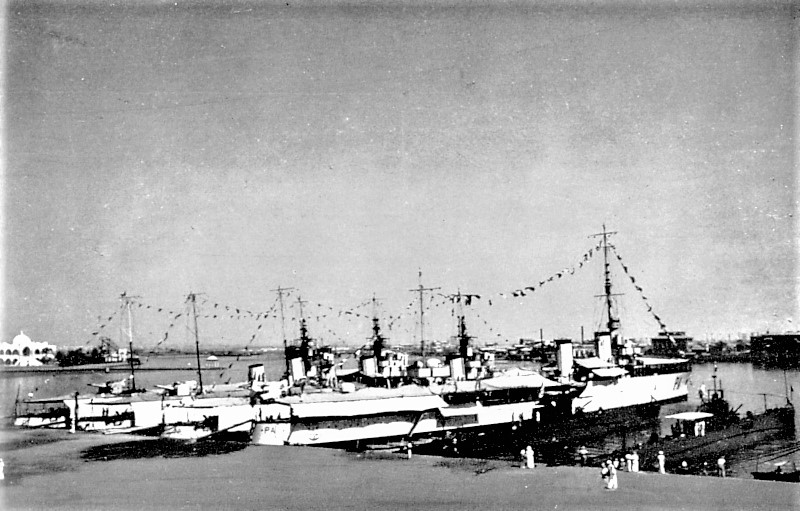
I cacciatorpediniere Pantera, Nullo, Manin e Battisti alla banchina di Massaua nel 1940.

Le unità di superficie più grandi disponibili erano cacciatorpediniere di classi troppo vecchie per essere ancora considerate unità di squadra: la V Squadriglia Ct era composta dalle unità classe Leone (Leone, Tigre e Pantera) e la III Squadriglia Ct inquadrava le unità della classe Nazario Sauro (Nullo, Manin, Sauro e Battisti). Tutte le unità erano state munite di impianti di aria condizionata per adattarle all'uso nelle regioni calde, ma si trattava comunque di navi obsolete nella concezione e, specialmente per la classe Sauro, con gravi problemi di affidabilità meccanica.
La XXI Squadriglia MAS era composta dai MAS 205, 206, 210, 213 e 216 risalenti alla prima guerra mondiale ed inviati a Massaua alla fine della Guerra d'Etiopia con compiti ausiliari e di collegamento tra le isole. L'anzianità ed il clima tropicale avevano logorato tanto i MAS che nel 1940 due di questi erano in secca per danni allo scafo, mentre i restanti tre avevano i motori oltre la vita utile (non superavano i 10 nodi) ed erano talmente malandati che una commissione ne aveva stabilito la radiazione dal Regio Naviglio. In vista dell'entrata in guerra, Supermarina promise l'invio dei nuovi MAS Baglietto 155 ma questi, a causa del precipitare degli eventi in AOI, non arrivarono mai. Furono quindi riattivati quattro dei cinque MAS presenti, ai quali si aggiunsero tre grossi motoscafi per il supporto idrovolanti ceduti dalla Regia Aeronautica e quattro motoscafi veloci da addestramento, tutti modificati sul posto con armamento silurante e bombe di profondità. L'unità disponeva inoltre di alcuni sambuchi armati, imbarcazioni tradizionali equipaggiate con mitragliere e personale misto di nazionali ed ascari di marina.
La Flottiglia Smg si componeva di sei sommergibili oceanici (Archimede, Galilei, Torricelli, Ferraris, Galvani, Guglielmotti) e due sommergibili costieri (Perla e Macallè). Anche queste unità non erano state costruite per operare nelle condizioni ambientali in cui vennero a trovarsi. La maggior parte di essi mostrò immediatamente gravi problemi legati da un lato agli impianti elettrici malfunzionanti per l'elevatissima umidità ambientale, dall'altro agli impianti di condizionamento funzionanti a cloruro di metile, gas tossico e insidioso che dette luogo a diversi episodi di intossicazione degli equipaggi. Inoltre, il regime monsonico creava condizioni meteorologiche e di mare per le quali questi scafi non erano progettati.
Completavano il naviglio combattente la nave coloniale Eritrea che fungeva da nave comando, due vecchie torpediniere Acerbi e Orsini, due navi bananiere armate RAMB I e RAMB II e le cannoniere Porto Corsini e Biglieri. Il naviglio ausiliario e di supporto comprendeva il posamine Ostia e le cisterne acqua Sile, Sebeto e Bacchiglione, la petroliera Niobe e la nave ospedale RAMB IV.

## Ordine di battaglia
- Comando Navale Africa Orientale Italiana
  - Officina mista lavori
  - Reparto Armi navali
  - Direzione Commissariato
  - Ufficio Genio Militare per la Marina
  - Zona Fari e Segnalamenti Marittimi
  - Deposito Àscari
  - Direzione Servizi Sanitari
  - Gruppo Dragamine e navi uso locale
  - R.N. Eritrea (CF Marino Iannucci, nave comando) - salpata per Kōbe (Giappone) e consegnatasi agli Inglesi a Colombo (Ceylon) dopo l'armistizio di Cassibile
- III Squadriglia Cacciatorpediniere 
  - Francesco Nullo (CF Sergio de Judicibus poi, a settembre, CC Costantino Borsini +) - danneggiato dal HMS Kimberley ed affondato dalla RAF il 21 ottobre 1940
  - Nazario Sauro (CC Enrico Moretti degli Adimari) - bombardato ed affondato dall'813th Naval Air Squadron e 824th Naval Air Squadron alle 6,15 del 3 aprile 1941 nel punto 20°N 30°E[7]
  - Manin (CF Araldo Fadin) - affondato dalla RAF il 3 aprile 1941 nel punto 20.33°N 30.17°E[7]
  - Battisti (CC Riccardo Papino) - affondato in seguito a bombardamento della RAF il 3 aprile 1941
- V Squadriglia Cacciatorpediniere 
  - Pantera (CV Andrea Gasparini) - autoaffondato il 3 aprile 1941
  - Tigre (CF Gaetano Tortora) - autoaffondato il 3 aprile 1941
  - Leone (CF Uguccione Scroffa) - arenato ed autoaffondato il 1º aprile 1941 nel punto 16.15°N 39.92°E[7]
- Torpediniere
  - Acerbi - danneggiata in porto da bombardamento il 6 agosto 1940, venne autoaffondata per bloccare la bocca del porto di Massaua[7]
  - Orsini - affondata l'8 aprile 1941
- XXI Flottiglia MAS (TV Stanislao Ferrero)
  - XXI Squadriglia MAS
    - MAS 204 - perso per problemi meccanici
    - MAS 206 - perso per problemi meccanici
    - MAS 210 - perso per problemi meccanici
    - MAS 213 - affondato l'8 aprile 1941
    - MAS 216 - perso per problemi meccanici

  - Squadriglia Motoscafi Veloci (in posizione quadro)
    - quattro motoscafi d'addestramento armati

  - Squadriglia Motoscafi ex-Regia Aeronautica
    - tre motoscafi ceduti dalla RA

  - Sezione Sambuchi
- Flottiglia Sommergibili  (CF Gino Spagone)
  - LXXXI Squadriglia 
    - Guglielmotti - salpato per Bordeaux, dove arriva il 6 maggio 1941 (al comando dello stesso Spagone)[8]
    - Galvani - perso il 24 giugno 1940 (al comando del CC Renato Spano, che fu catturato)
    - Galilei - catturato il 19 giugno 1940 (al comando del CC Corrado Nardi, che fu ucciso in combattimento)
    - Ferraris - salpato per Bordeaux, dove arriva il 9 maggio 1941 (al comando del CC Livio Piomarta)[8]

  - LXXXII Squadriglia 
    - Archimede - salpato per Bordeaux, dove arriva il 7 maggio 1941 (al comando del TV Marino Salvatori)[8]
    - Torricelli - perso il 23 giugno 1940 (al comando del CC Salvatore Pelosi, che fu catturato)
    - Perla - salpato per Bordeaux, dove arriva il 20 maggio 1941 (al comando del TV Bruno Napp)[8]
    - Macallè - perso per incaglio il 15 giugno 1940 (al comando TV Alfredo Morone)
    - Incrociatori ausiliari

  - RAMB I - salpata per Kobe; affondata in combattimento dall'incrociatore leggero neozelandese HMNZS Leander il 27 febbraio 1941
  - RAMB II - salpata per Kobe; catturata dai giapponesi ed incorporata dalla Marina imperiale giapponese, ribattezzata Ikutagawa Maru
- Gruppo Navi Ausiliarie Dipartimentali 
  - Cannoniere
    - Porto Corsini - persa
    - Biglieri - persa

  - Posamine
    - Ostia - affondata dalla RAF nel porto di Massaua

  - Petroliere
    - Niobe

  - Navi cisterna acqua
    - Sile
    - Sebeto
    - Bacchiglione

  - Navi ospedale
    - RAMB IV - catturata a Massaua ed incorporata dalla Royal Navy

  - Rimorchiatori d'Alto Mare
    - Ausonia